# Якудза

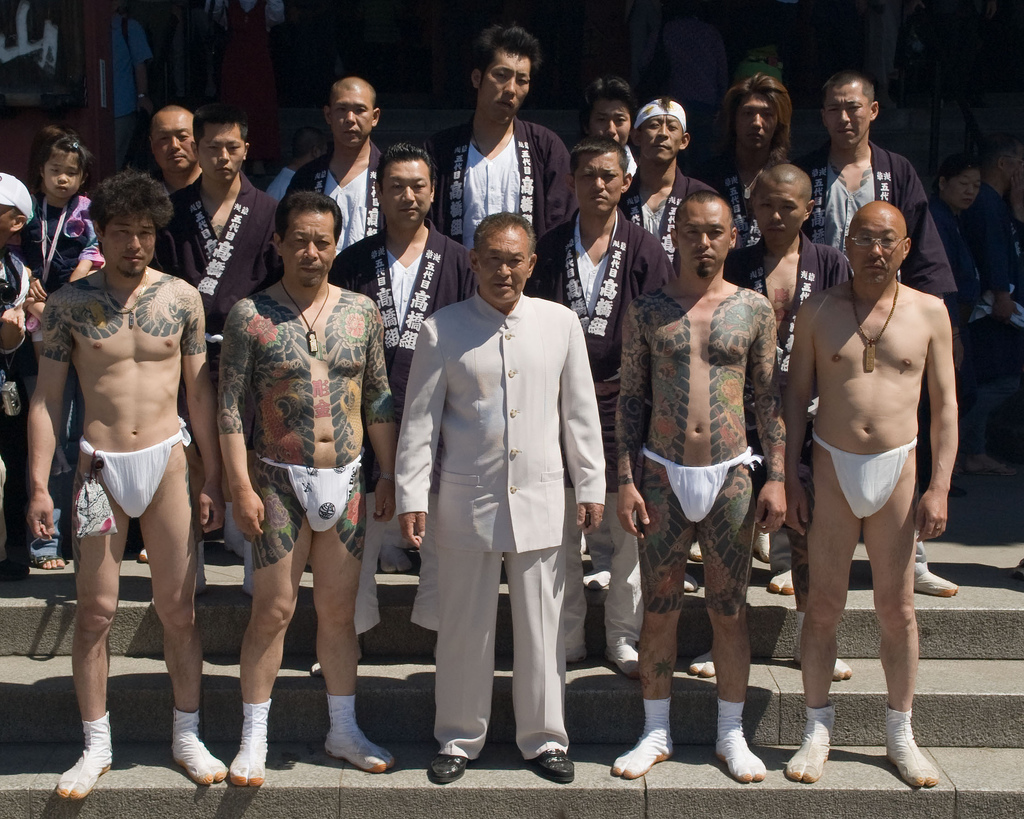
Одна з груп якудза під час свята Сандзо-мацурі

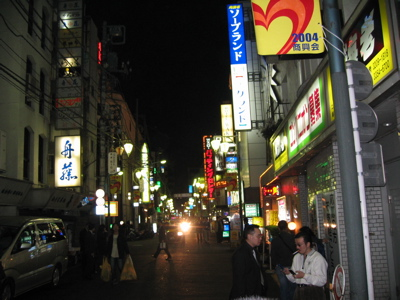
Район Сіндзюку — один із центрів активності Якудза

Яку́дза (яп. ヤクザ, やくざ?) — традиційна форма організованої злочинності в Японії, угруповання якої посідають провідну позицію в кримінальному світі країни. Члени якудзи також відомі як «гокудо» (яп. 極道, гокудо:). В літературі і пресі якудза або її окремі угрупування нерідко називають «японською мафією» або «борьокудан» (яп. 暴力団, бо:рьокудан). Якудза опирається на цінності патріархальної сім'ї, принципи беззаперечного підпорядкування босу і суворого дотримання зведення правил (кодексу мафії), за порушення яких передбачено неминуче покарання. Стабільність і довговічність кланам якудзи забезпечують як специфічні зв'язки між босом і його підлеглими, так і збереження горизонтальних («братерських») стосунків між рядовими членами угруповання.
Телебачення охоче готує репортажі про урочисті події в тому чи іншому клані: весілля, похорони. Нерідко на таких заходах присутні парламентарі, впливові представники ділових кіл. Штаб-квартири кланів добре відомі не тільки поліції, але і населенню. Найчастіше на фасадах будинків, що належать якудзі, прикріплені емблеми даного гангстерського об'єднання.
Гангстерських груп в Японії налічується 2330. Всі вони підпорядковані складній системі взаємозалежності. Одні співпрацюють, інші смертельно ворогують, регулярно влаштовуючи бійки за переділ сфер впливу. За підрахунками деяких фахівців, щорічний дохід якудзи становить близько 1 трлн. єн. Втім, вказана цифра явно занижена, можливо, у декілька разів. Чи не половину цієї суми (за іншими даними, більше однієї третини) становить дохід від наркобізнесу. Наркотики приносять мафії найбільш значущу частину доходів.
Організована злочинність в Японії, як і в інших країнах, нагадує спрута, мацаки якого охоплюють майже всі тіньові сторони суспільного життя. Торгівля зброєю, проституція, порнографія, гральний бізнес, видовищні заходи, професійний спорт, рекет, постачання поденників, некваліфікованої робочої сили, зокрема з-за кордону, підробка цінних паперів, кредитних карток, піратство в області розповсюдження відео- і аудіопродукції, короткострокове кредитування, лихварство, спекуляції на будівельних підрядах, торгівля нерухомістю, розставлення «потрібних людей» на командних висотах в муніципалітетах, діловому світі, нарешті, політичні афери, лобізм у парламенті — всюди відчувається жорстка хватка якудзи. При цьому помітна одна тенденція: при збереженні і навіть деякому розширенні сфери нелегального бізнесу набагато швидшими темпами розвивається напівлегальний, а часто і легальний бізнес, контрольований мафією.
Якудза збирає свою десятину з власників ресторанів, кафе та перекусень. Великий прибуток у сучасній Японії приносять «інтелігентні» способи грабежу. Наприклад, можна вміло підставити свою машину під удар бампера багатого лімузина і потім, симулюючи струс мозку або приховану тріщину в хребті (лікарі, готові засвідчити загрозливу здоров'ю, але неявну травму, завжди знайдуться), протягом декількох років «доїти» водія, що зазівався, вимагаючи з нього гроші на лікування. Фахівців, що промишляють таким бізнесом, в Японії немало. На думку експертів, полюбовне залагоджування наслідків автомобільних катастроф в більшості випадків не обходиться без якудзи.
Кожен японець може купити пакет акцій якого-небудь підприємства. Якщо цей пакет значний, то його власник отримує право брати участь у формуванні фінансової політики компанії і отримувати дивіденди. А які привілеї може дати одна акція? Практично ніяких, хіба що право відвідувати щорічні збори акціонерів, на яких заслуховується звіт керівництва фірми за минулий рік. Але якудза вважає по-іншому. Придбавши одну-дві акції фірми, гангстери здобують як би ключі до сейфів компанії. Відбувається це так. З'явившись на збори акціонерів, рекетири влаштовують там бешкет, виступають з галасливими і образливими викриттями нібито зловживань керівництва компанії, які мали місце, і тим самим зривають затвердження фінансового звіту. Збори доводиться переносити на інший день, іноді неодноразово, що вносить сум'яття у роботу, призводить до чималих матеріальних втрат. «Сокайя» — а саме так називають себе рекетири, що спеціалізуються на «обслуговуванні» щорічних зборів акціонерів — готові поводитися і пристойно, але, звісно, за значні відступні від керівництва даної фірми. Більш того, сплативши відповідним чином старанним «сокайя», дирекція акціонерної компанії може одержати у ході зборів галасливу підтримку зі сторони якудзи, які у разі потреби можуть закрити рота будь-якому критику.
У Японії значно поширені й інші різновиди легального гангстеризму. Наприклад:
- «Торитатея» спеціалізуються на вибиванні за дорученням кредиторів боргів з неплатників;
- «Сейрія» погрозами й хитрістю доводять уподобану фірму до фінансового краху, а потім наживаються на розпродажі майна банкрута;
- «Дзіагея» заробляють мільйони на спекуляції земельними ділянками.

Японська мафія не стоїть одноосібно у ряді інших національних формувань організованої злочинності. Мережу своїх представників якудза розкинула по країнах Південно-Східної Азії. По їх каналах з Філіппін до Японії поступає зброя, через Таїланд — наркотики із зони «золотого трикутника», з Пакистану, Бангладешу, Малайзії — «живий товар» (поповнення для публічних будинків і дешева робоча сила). Групи якудзи осіли на Гаваях, Гуамі і Сайпані, де спільно з американською мафією налагодили бізнес на проституції, порнографії, рекеті.
До сфери інтересів якудзи увійшло також західне узбережжя Північної Америки, де японські злочинні клани тримають під своїм контролем життя численних японських громад, що влаштувалися в США. За деякими даними, у якудзи налагоджуються робочі контакти і з російськими колегами. Вельми прибутковим є перепродаж у Росії, особливо на Далекому Сході, уживаних автомобілів японського виробництва і це привертає доволі сильний інтерес японської якудзи.
Особливе положення, яке займає мафія у житті Японії, зовсім не означає її протиставлення щодо суспільства. Навпаки, і самі гангстери, що цілком природно, і навіть деякі представники офіційних кіл вважають, що якудза необхідна країні. Легальний «модус операнди» мафії дає можливість владі тримати злочинні угруповання «під ковпаком». З іншого боку, якудза стримує неорганізовану злочинність, що багато в чому сприяє перетворенню Японії в одну з найбезпечніших, з погляду криміналістики, країн світу.
Якудзи вважають себе невіддільною і гідною пошани частиною японського національного упорядкування.